# Sculpture sur bois norvégienne

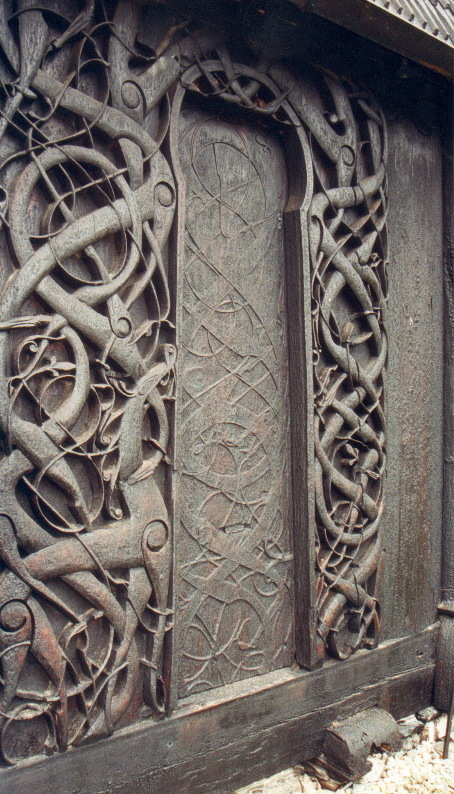
Portail sculpté de la stavkirke d'Urnes, patrimoine mondial de l'humanité.

La sculpture sur bois norvégienne, treskurd ou treskjæring, occupe en Norvège une place privilégiée dans les arts décoratifs, la décoration intérieure et l’ornement extérieur pour des raisons à la fois historiques, populaires et architecturales. Dans ce pays scandinave, la persistance du bois comme matériau de construction pour les maisons d’habitation et d’exploitation, les bâtiments publics et les édifices religieux jusqu’à nos jours a permis de donner à cet art décoratif une valeur importante sur le plan national, probablement bien plus que dans les pays où elle se cantonne pour beaucoup aux arts mineurs. C’est essentiellement pendant les XVIIIe et XIXe siècles que la sculpture sur bois prend une ampleur considérable au moment où les Norvégiens font l’expérience du mouvement artistique et culturel Dragestil, fondé sur la redécouverte du haut Moyen Âge et de la culture pré-chrétienne avec tous les symboles ornementaux véhiculés par la recherche identitaire du peuple norvégien en période d’émancipation politique vis-à-vis de ses voisins scandinaves. En fonction des époques, son caractère éclectique se renforcera de plus en plus sous l’influence des mouvements artistiques européens comme la renaissance nordique ou le rococo d’Europe septentrional. Toutefois, la sculpture sur bois gardera indiscutablement son cachet nordique qui n’est pas sans susciter l’intérêt des visiteurs étrangers passionnés par l’effet viking en vogue au XXIe siècle. Un des faits marquants de la sculpture sur bois norvégienne porte aussi sur sa longue relation interactive avec d’autres arts décoratifs ou d’autres métiers de l’artisanat d’art comme la broderie, le tricot et le tissage entre autres. De fait, le husflid (prononcé : [hʉsflid]), nom donné en Norvège à tous les produits d’artisanat d’art domestiques organisés en « coopérative » ou « union » (foreningen) fait la jonction entre un chambranle de porte sculpté, un pullover tricoté, une nappe brodée, des couverts en bois et des peintures rosemaling par le truchement des motifs décoratifs communs ou inspirés d’un artisanat à un autre. La grande encyclopédie de la langue norvégienne cite parmi les plus grands représentants du treskurd de rang national et en partie international : Ole Olsen Moene et Lars Kinsarvik.

## Histoire

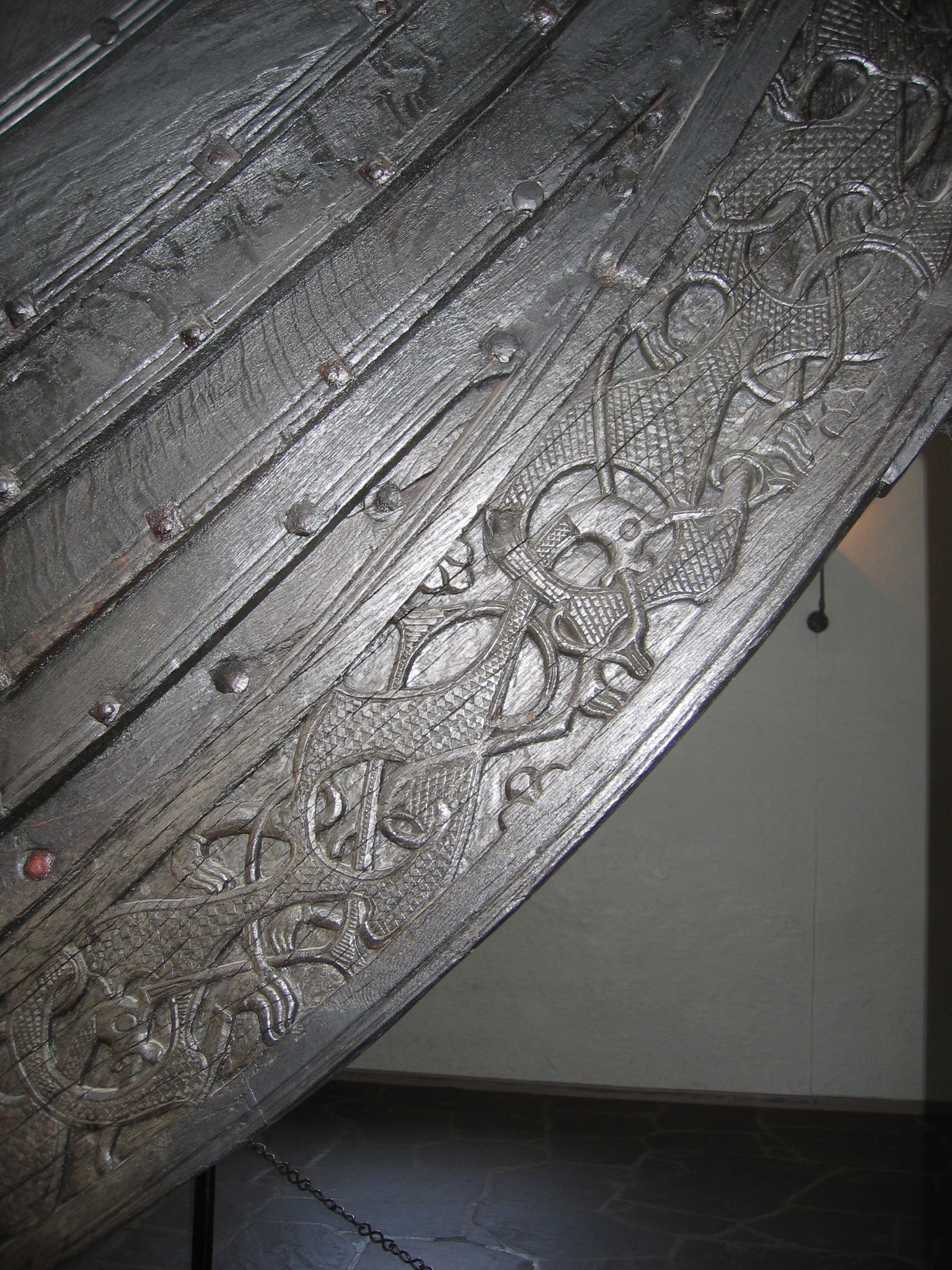
Sculpture sur bois sur le bateau d'Oseberg, période viking.

La gravure sur bois norvégienne n’a pas une histoire linéaire constante. Elle a suscité l’intérêt des artistes et de la population pendant trois périodes distinctes entre lesquelles elle était passée de mode : le IXe siècle, les XVIIe et XVIIIe siècles et le XIXe siècle.
Le premier âge d’or de la sculpture sur bois remonte à la période viking symbolisé par les recherches archéologiques réalisées à Oseberg connues par son  bateau funéraire exposé au musée des navires vikings d'Oslo. Les objets usuels et les artéfacts remarquablement décorés que les archéologues ont trouvés à Oseberg attestent de la vivacité et du savoir-faire des sculpteurs sur bois du haut Moyen Âge nordiques puisque les chercheurs ont mis au jour une voiture, des traîneaux ou des coffres richement sculptés.
Au Moyen-Âge, la sculpture sur bois ne disparaît pas complètement mais elle se cantonne à la décoration intérieure et extérieure des églises en bois debout, les stavkirker à l’instar de la stavkirke d'Urnes, patrimoine mondial de l'humanité depuis 1979, où l’on peut encore admirer aujourd’hui encore l’impressionnant portail sculpté entre autres.
Aux XVIIe et XVIIIe siècles, la sculpture sur bois d’inspiration nordique connaît un réel engouement grâce à des artistes reconnus mais aussi des artisans anonymes qui développent cet art décoratif dans les églises, le mobilier, les voitures, les traîneaux et les objets du quotidien. Bien que les sculpteurs aient parfois exercé leur métier de manière itinérante, il est impossible de couvrir le territoire très étendu et peu accessible de la Norvège pour procéder à la décoration de tous bâtiments des fermes ou groupes de fermes isolés dans chaque vallée ou fjord ; à ce moment-là, il existe en effet une distinction entre les sculpteurs à proprement parler (bilthuggere, biltsniddere) qui œuvrent aussi bien dans le domaine religieux que dans celui des objets pratiques (voitures à roue pour l’été et traîneaux pour l’hiver, l’ameublement quotidien mais aussi l’ébénisterie) et les artisans impliqués dans les chantiers de construction comme les menuisiers, charpentiers ou les fabricants de chaises artisanales.
À la fin du XIXe siècle et au début du XXe siècle, avec l’émergence du mouvement husflid (artisanat de l’art, produits faits maison écoulés par des coopératives locales) en Norvège, la sculpture sur bois héritée des deux précédentes périodes est reprise et développée par plusieurs artisans dont la technique et le savoir-faire permettront à cet art décoratif de dépasser les frontières nationales avec les sculpteurs cités plus haut.

## Techniques et caractéristiques
Deux techniques majeures cohabitent dans la sculpture sur bois norvégienne comme dans d’autres pays européens depuis le haut Moyen Âge : l’engravure (Karveskurd) et la gravure en relief ou bas-relief (flatskurd).
Dans le premier cas, le motif est entaillé dans la surface plane le plus souvent en forme de V. Il représente souvent des figures géométriques réalisées à l’aide de compas et de règles sur le panneau pour être engravées par la suite. Les motifs ornementaux les plus récurrents sont la rose à 6 ou 8 pétales combinée à des figures rectangulaires et triangulaires. La similitude avec l’engravure dans les autres cultures historiques européennes ne fait aucun doute mais elle ne s’est pas généralisée à toute la Norvège. On la trouve essentiellement dans le Vestlandet et grosso modo dans les régions côtières du sud au nord. Les premiers artéfacts engravés norvégiens remontent au IVe siècle.
La sculpture sur bois par bas-relief est un art figuratif ou abstrait très répandu dans le monde. En Norvège, elle a été utilisée en tout premier lieu pour la décoration intérieure et extérieure des églises en bois, stavkirke ou pas. L’influence de la Renaissance se fait sentir dans le choix des motifs qui adoptent l’entrelacement de feuillages et tiges végétales plus ou moins ordonné. Plusieurs types de fleurs sont représentées mais les rinceaux d’acanthe dominent dès le XVIIe siècle, surtout dans l’intérieur des églises. Les rinceaux sont peuplés d’animaux réels ou fictifs, parfois aussi de personnages. Le dragon y occupe une place privilégiée.
Il faut y inclure la sculpture ornemaniste non seulement pour le mobilier mais aussi pour la décoration extérieure dans l’architecture rurale. Même un fenil, un cellier ou une petite étable pour chèvres en rase campagne sont susceptibles d’être décorés par des panneaux en bas-relief ; des chambranles de fenêtres ou des cadres de porte sculptés donnent un cachet local et nordique aux bâtisses d’exploitation de la ferme.

## Exemples de sculptures sur bois norvégiennes

### Pour la période viking

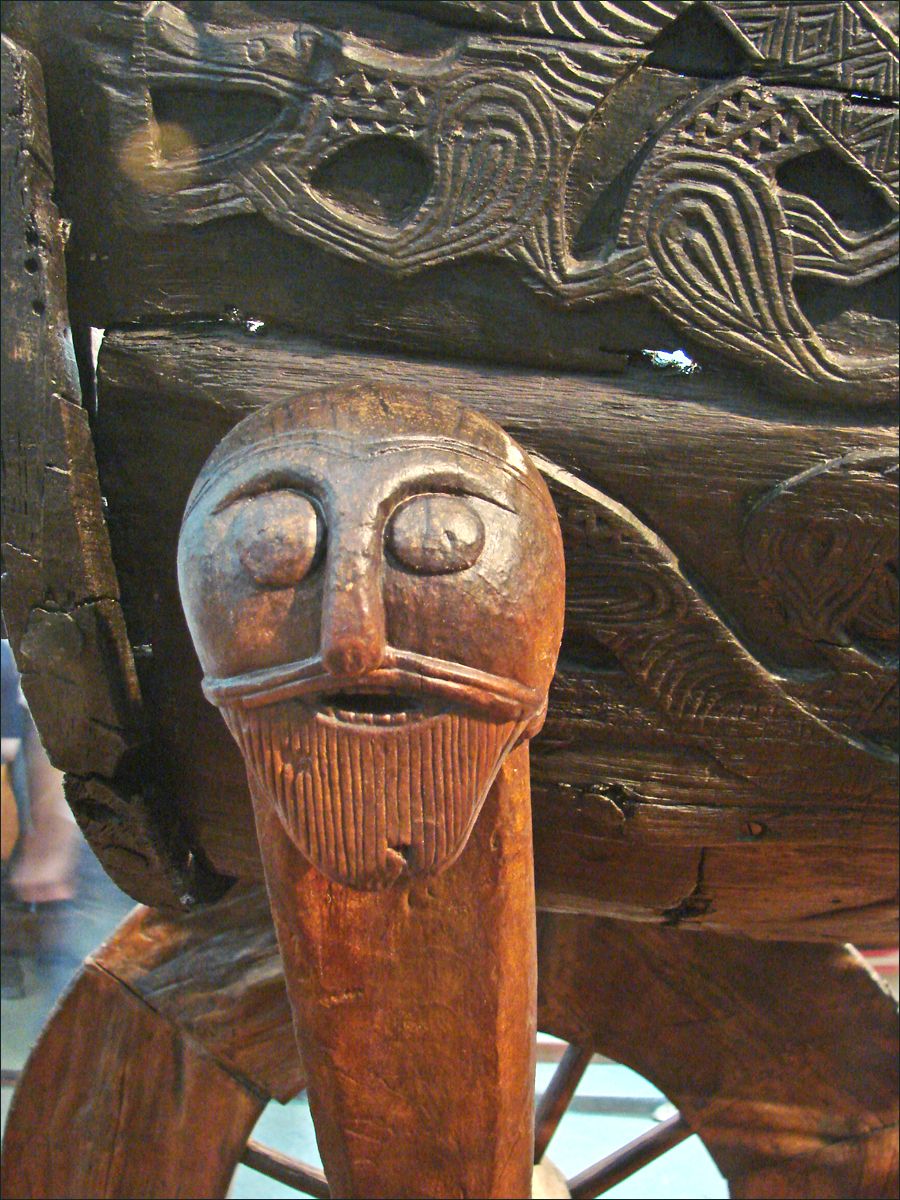
Détail des sculptures du chariot du site funéraire viking d’Oseberg, musée des navires vikings d'Oslo.
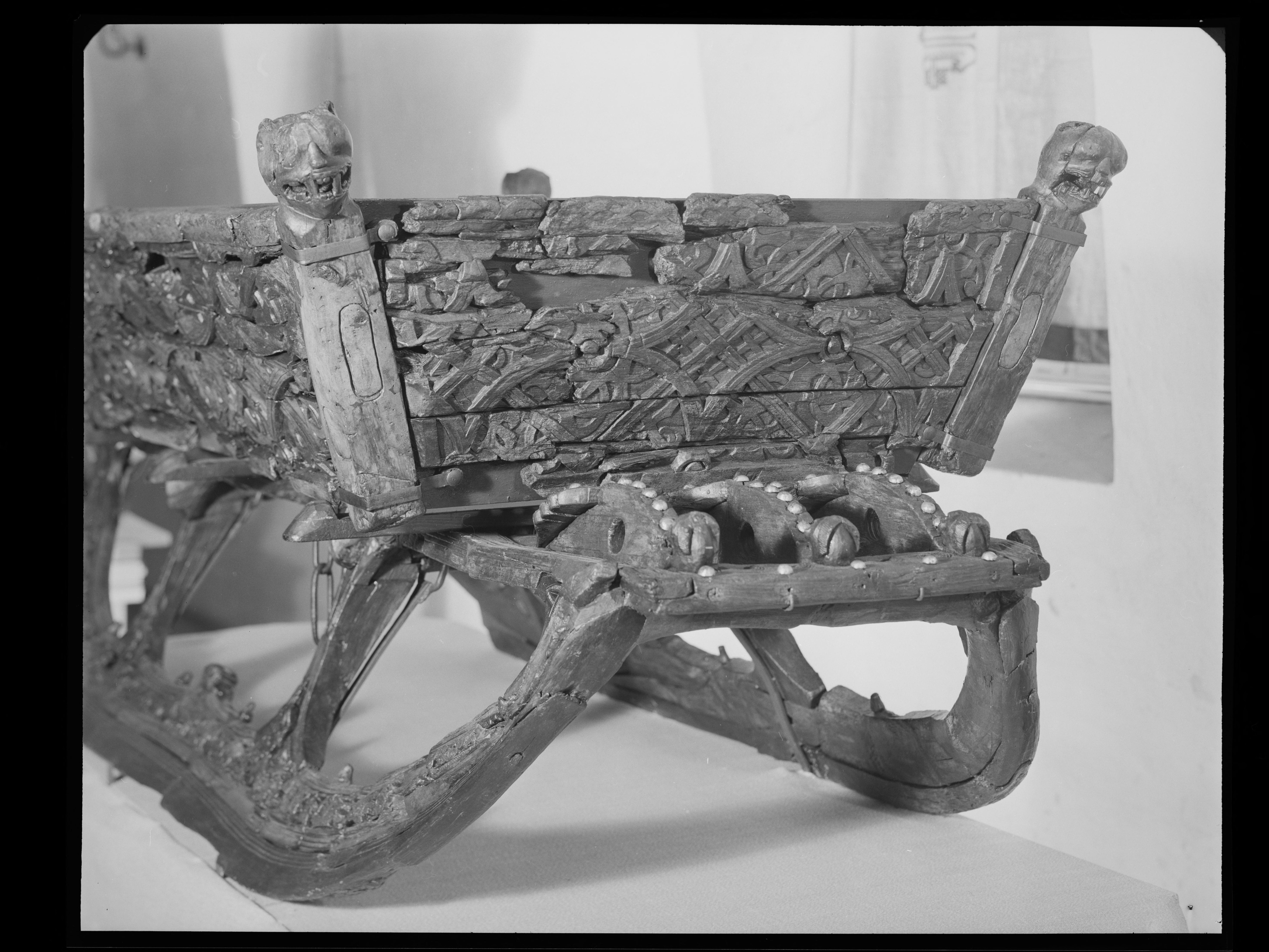
Traineau sculpté du site funéraire viking d’Oseberg, musée des navires vikings d'Oslo.
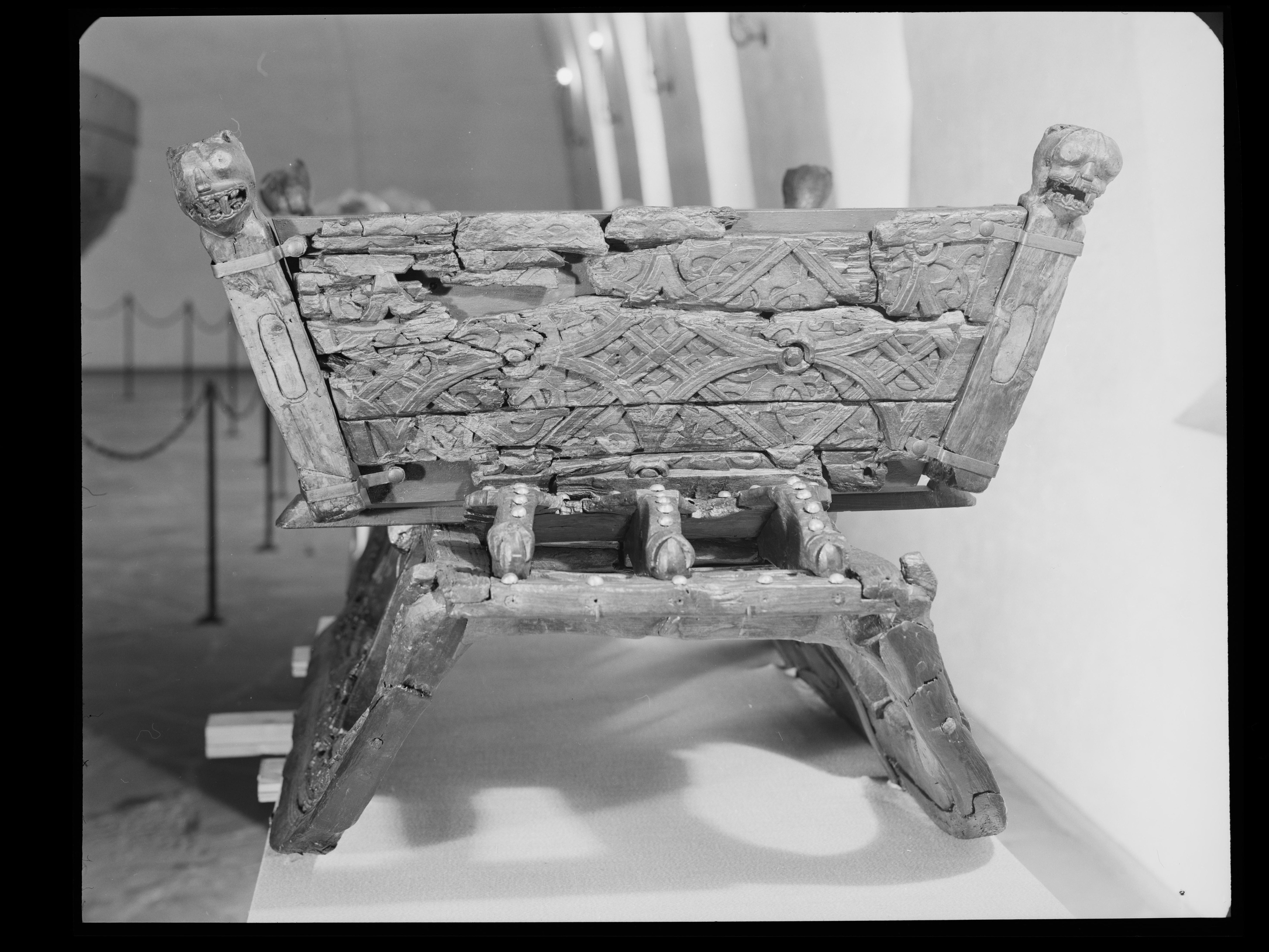
Traineau sculpté du site funéraire viking d’Oseberg, musée des navires vikings d'Oslo.
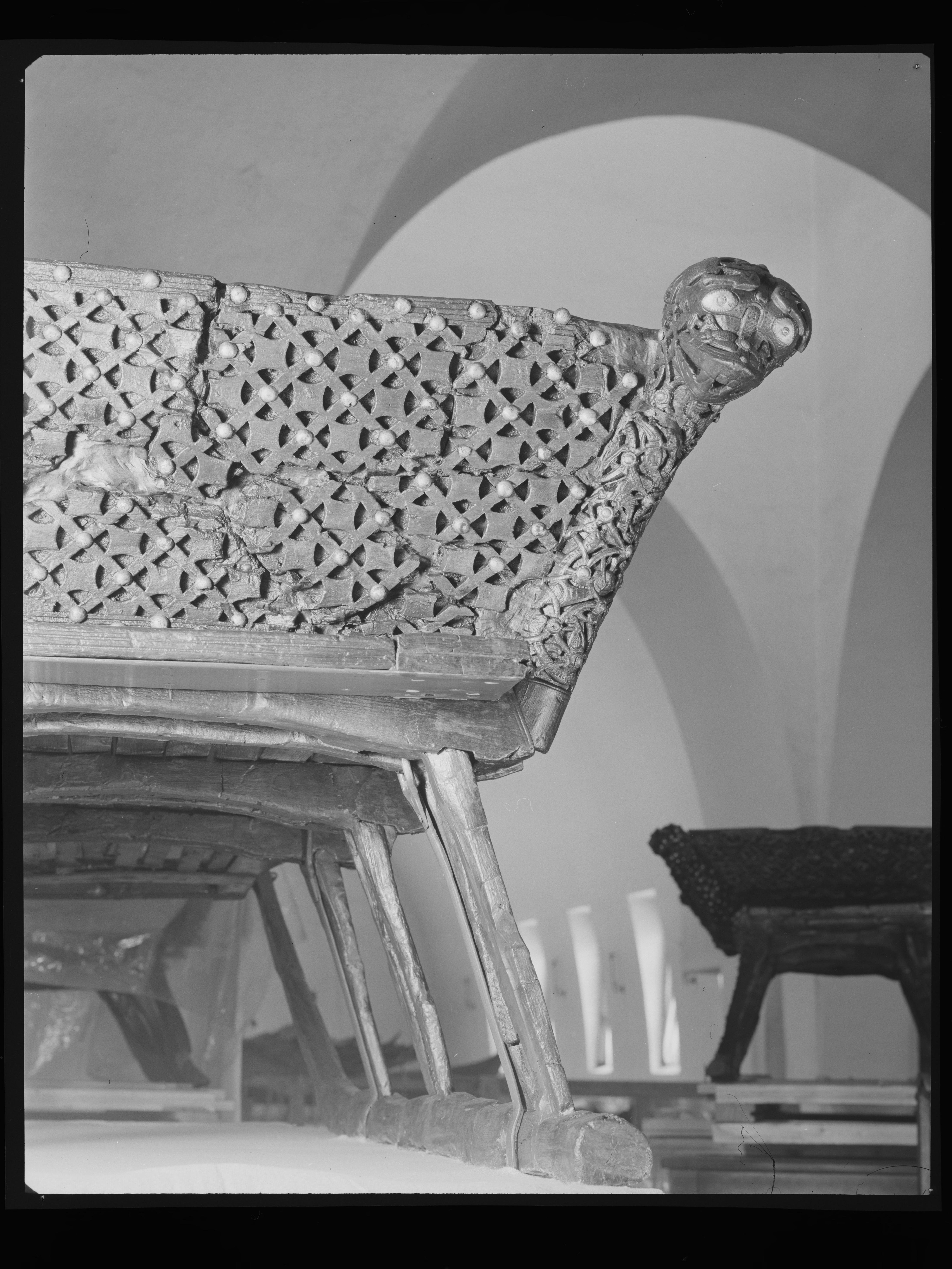
Détail de la sculpture d’un traineau du site funéraire viking d’Oseberg, musée des navires vikings d'Oslo.
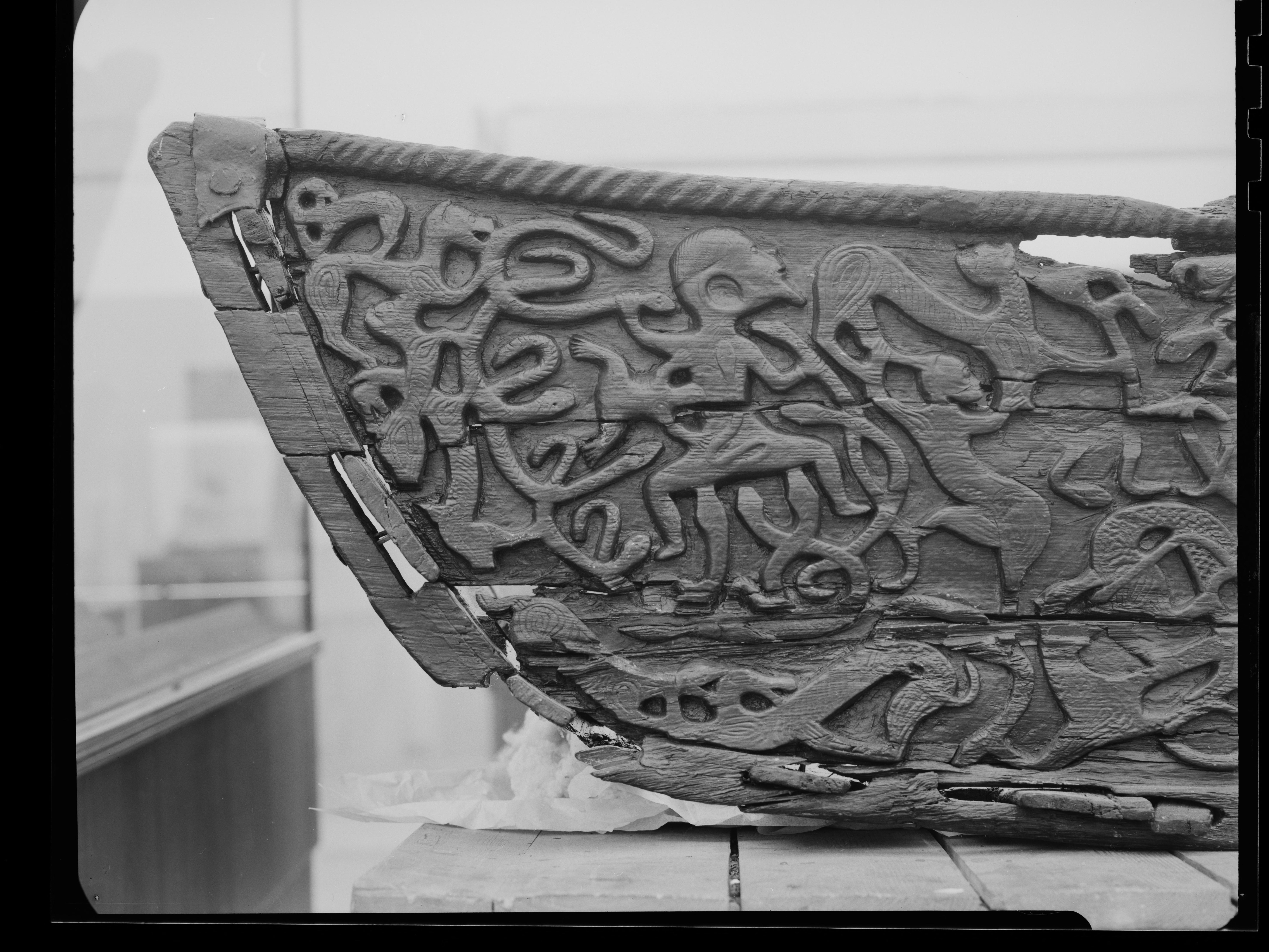
Détail de sculpture en bas-relief sur bateau du site funéraire viking d’Oseberg, musée des navires vikings d'Oslo.
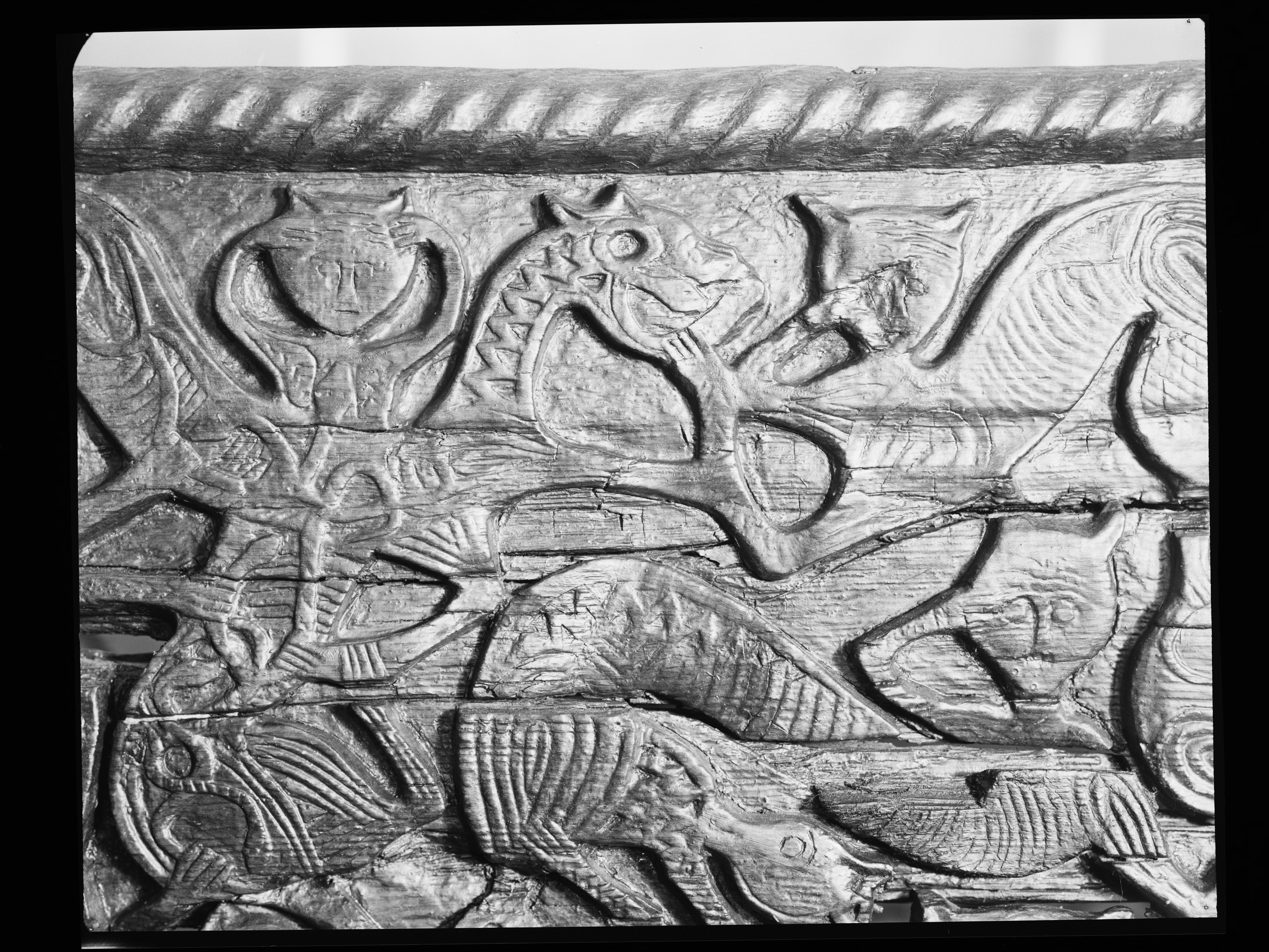
Exemple de sculpture avec représentations animales de type dragon du site funéraire viking d’Oseberg, musée des navires vikings d'Oslo.
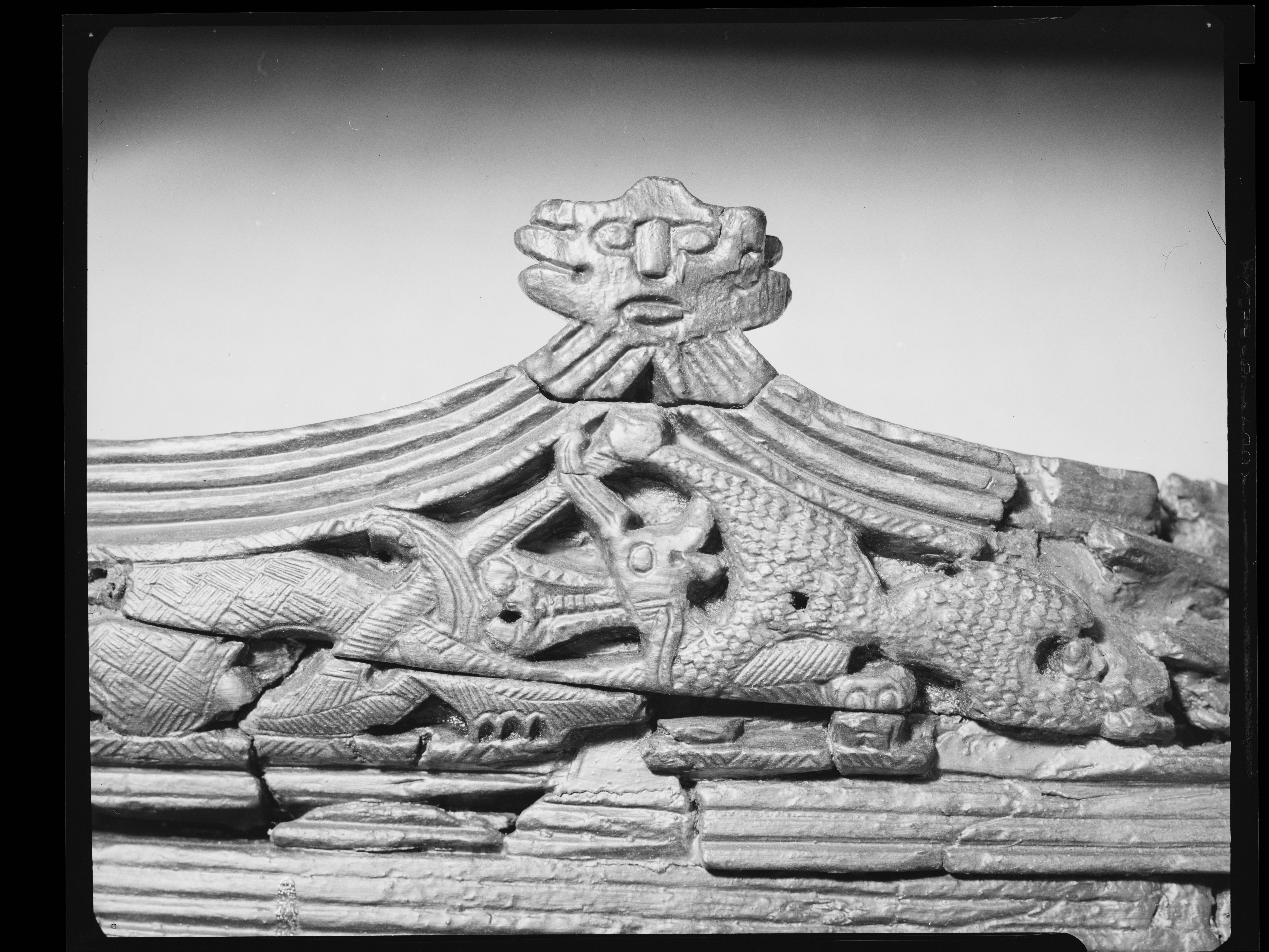
Détail de sculptures anthropomorphes avec animaux mythiques du site funéraire viking d’Oseberg, musée des navires vikings d'Oslo.

### Pour les églises en bois debout

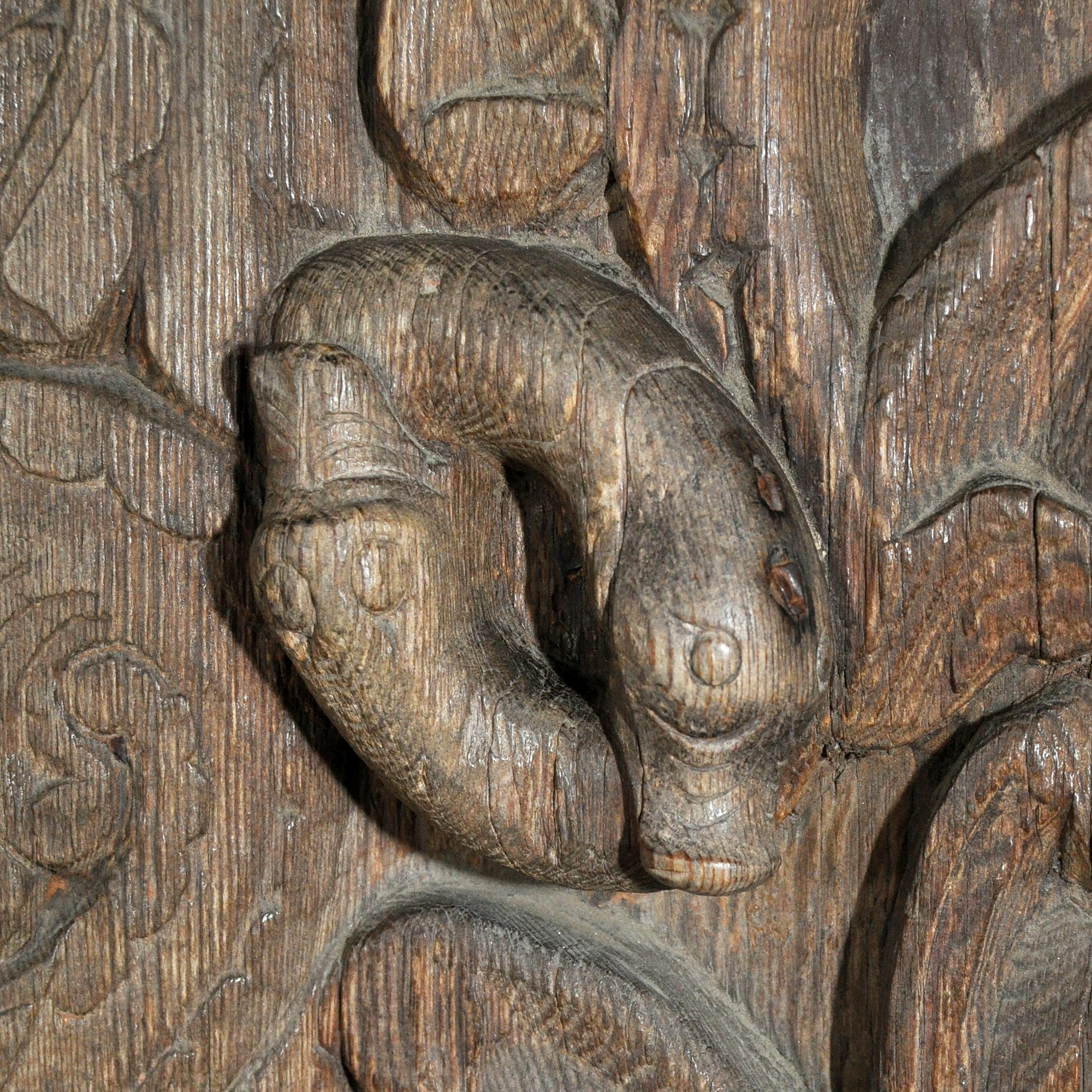
Motif ornemental du portail occidental de l'église en bois debout de Heddal.
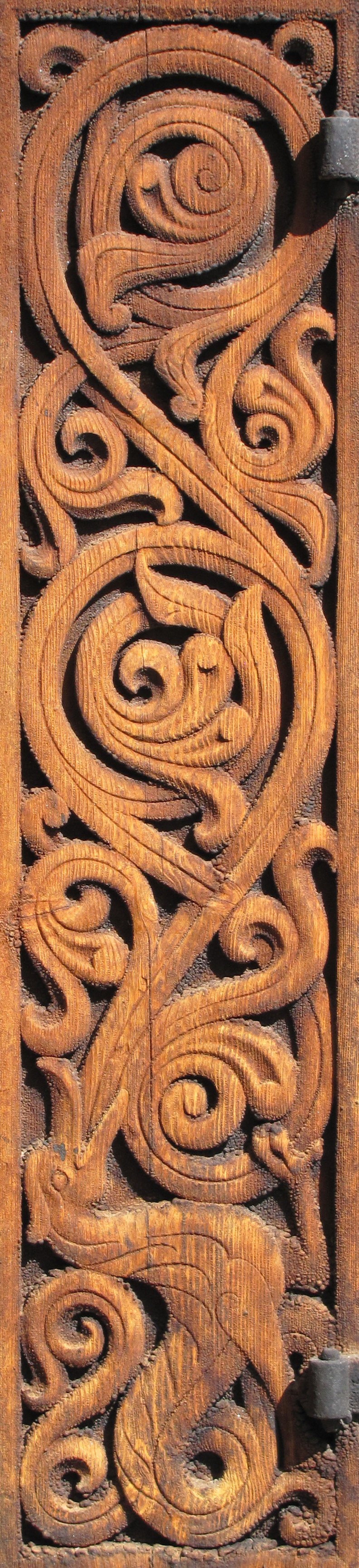
Panneau sculpté de l'église en bois debout de Heddal.
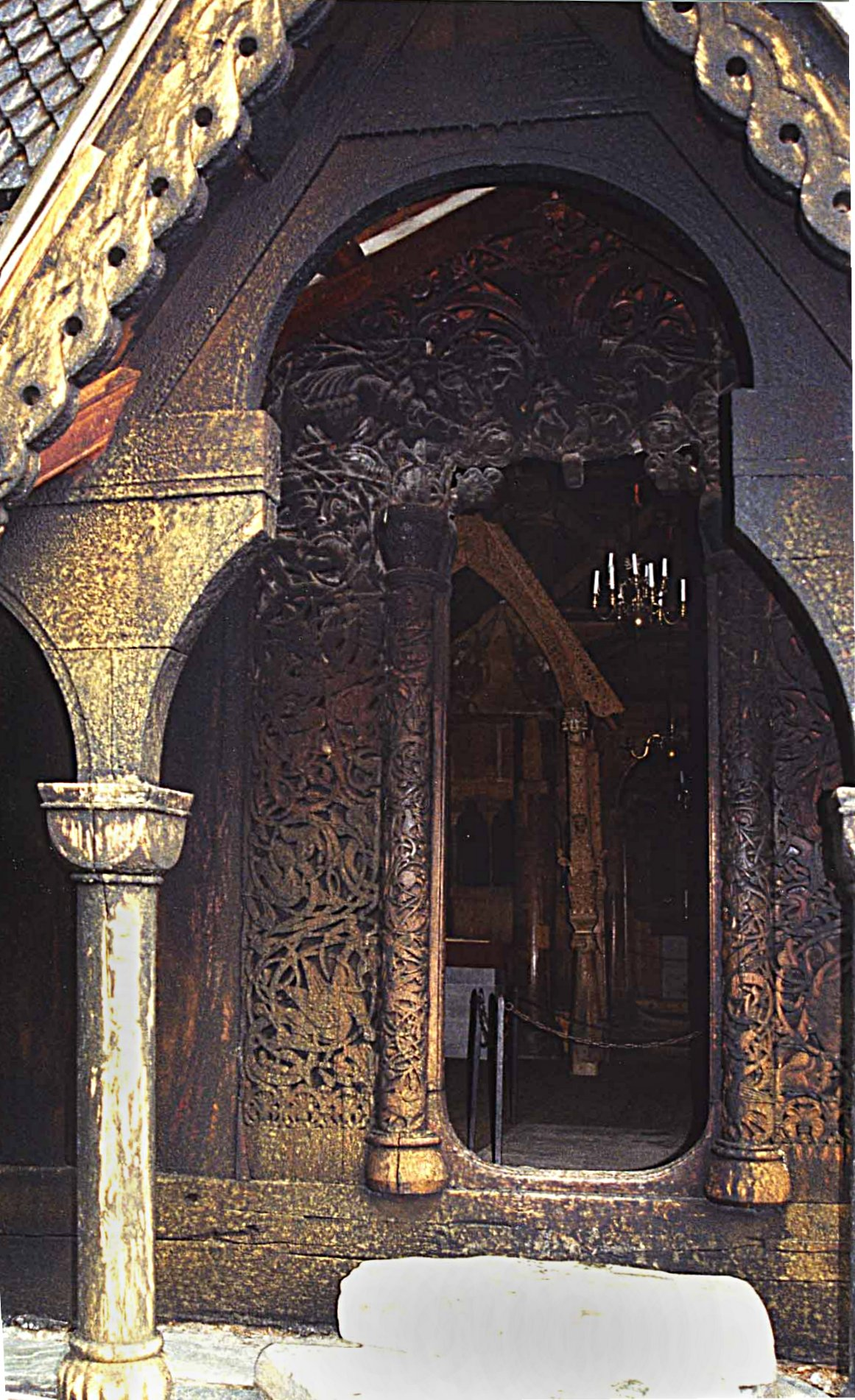
Portail richement sculpté de l'église en bois debout d'Hopperstad.
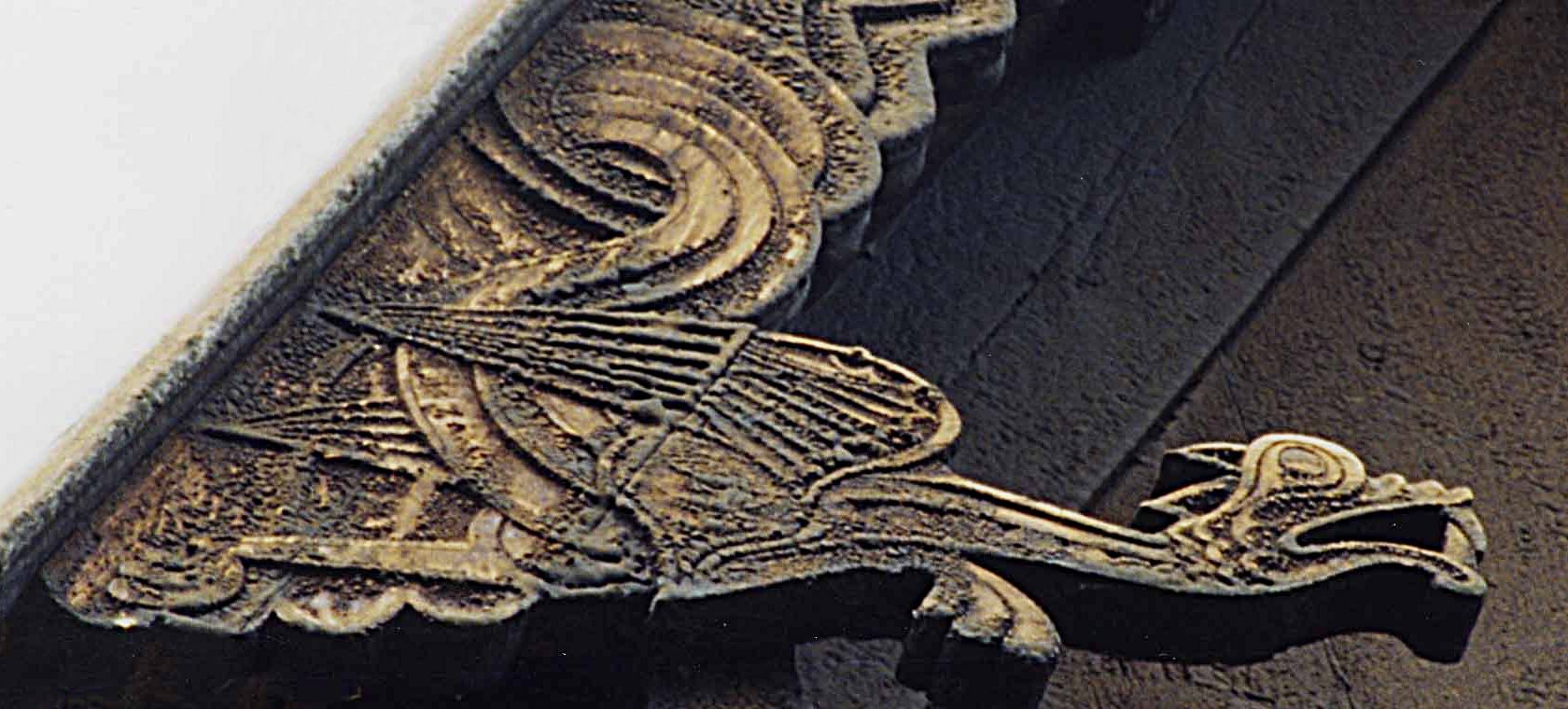
Dragon sculpté à l'église en bois debout d'Hopperstad.
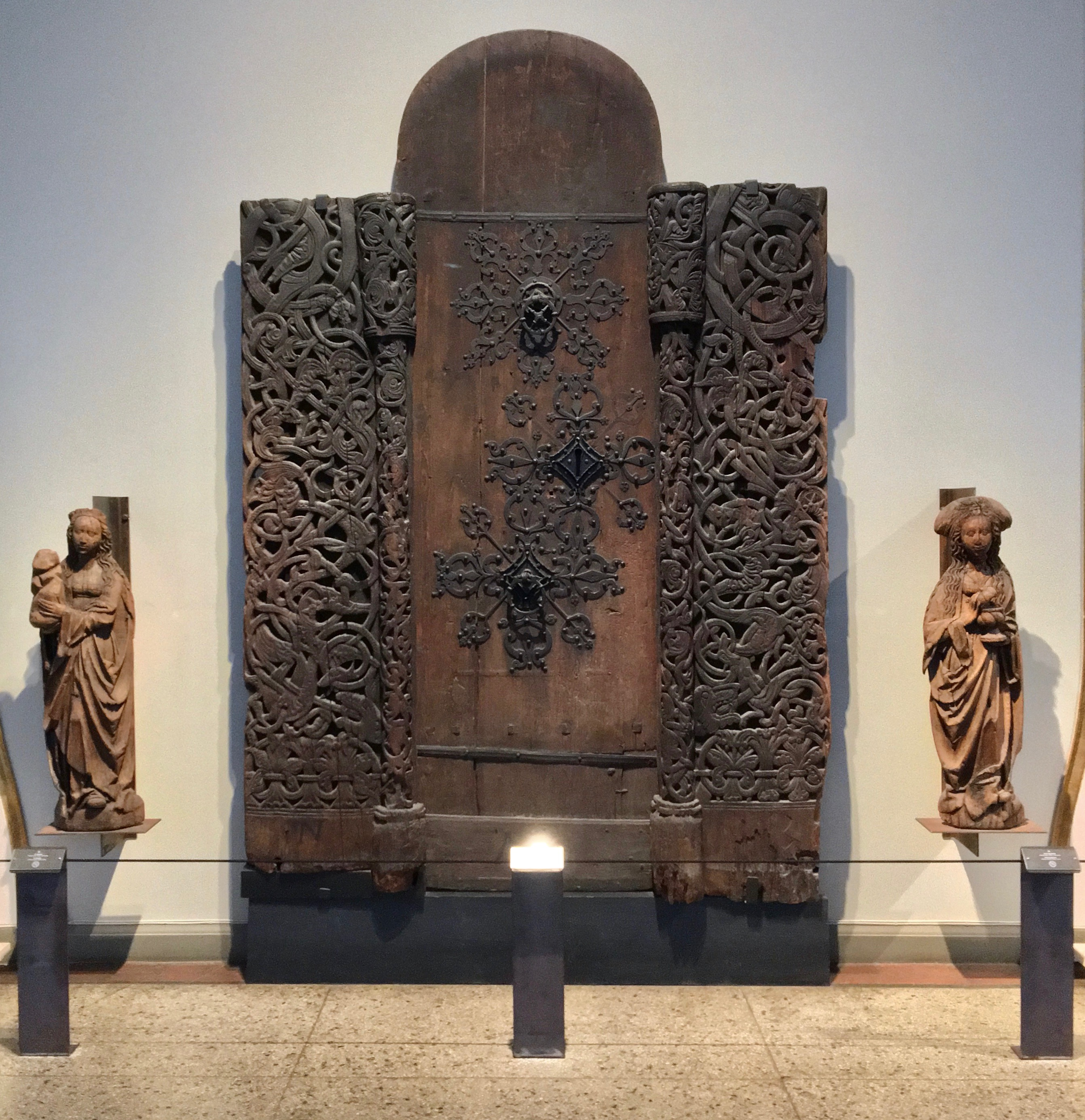
Portail massif et sculpté du portail de l'église en bois debout de Fåvang.
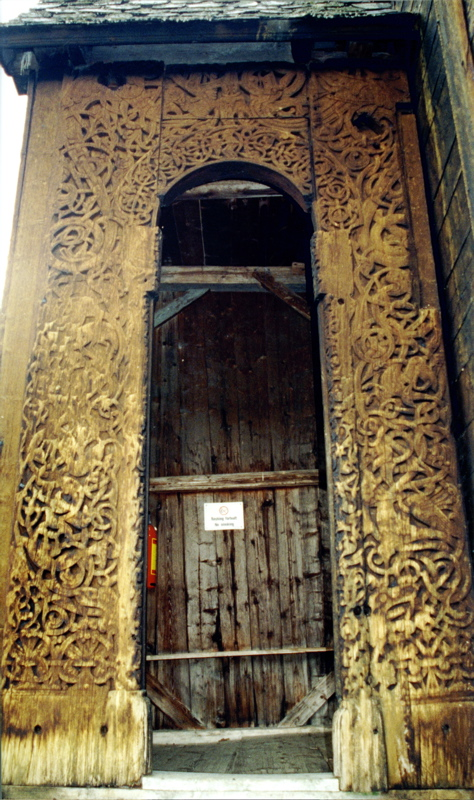
POrtail sculpté de l'église en bois debout de Lomen.
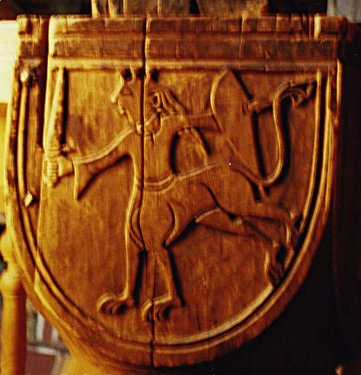
chapiteau sculpté de l'église en bois debout d'Urnes.
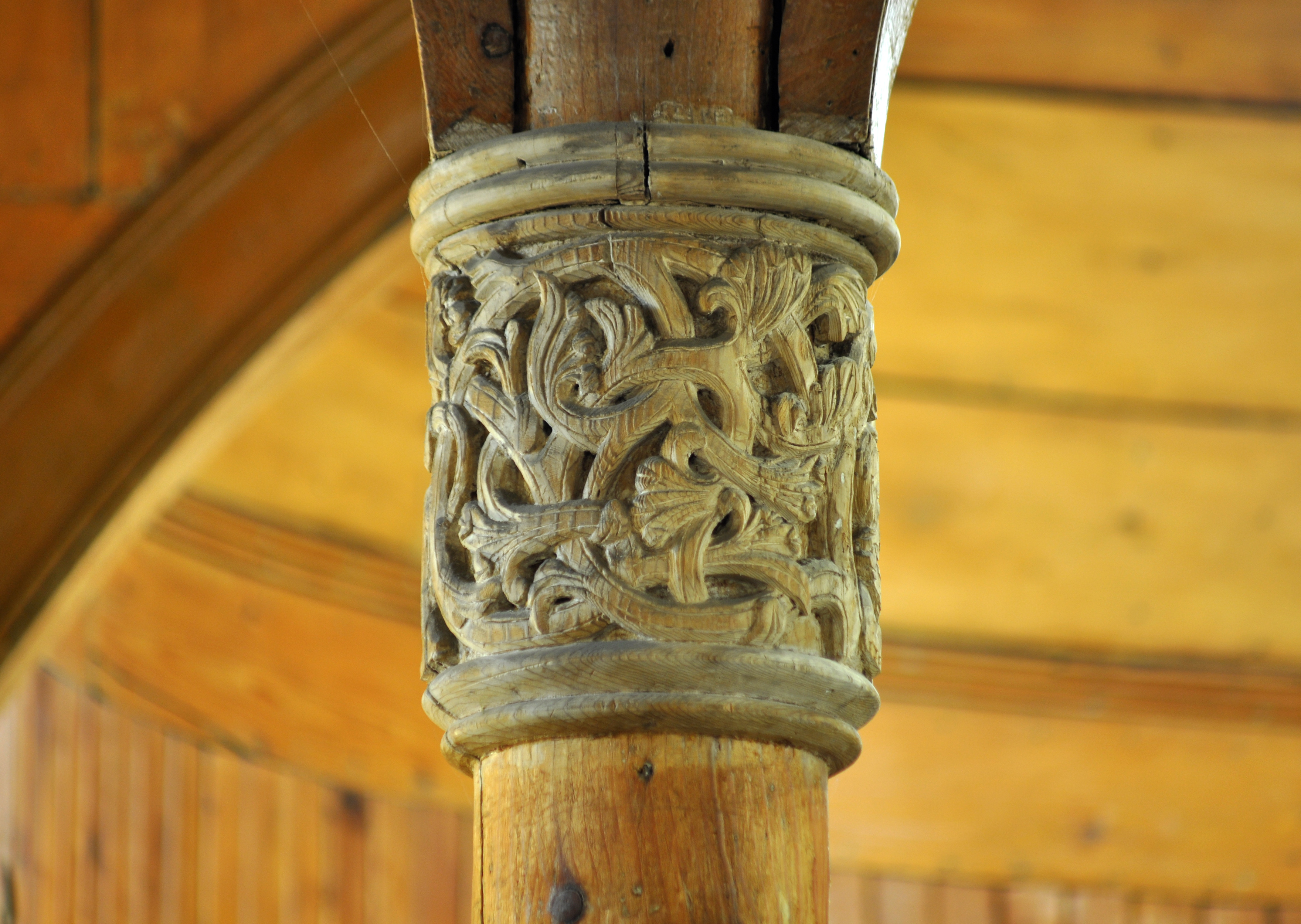
Pilier sculpté de l'église en bois debout de Vang-Øye.
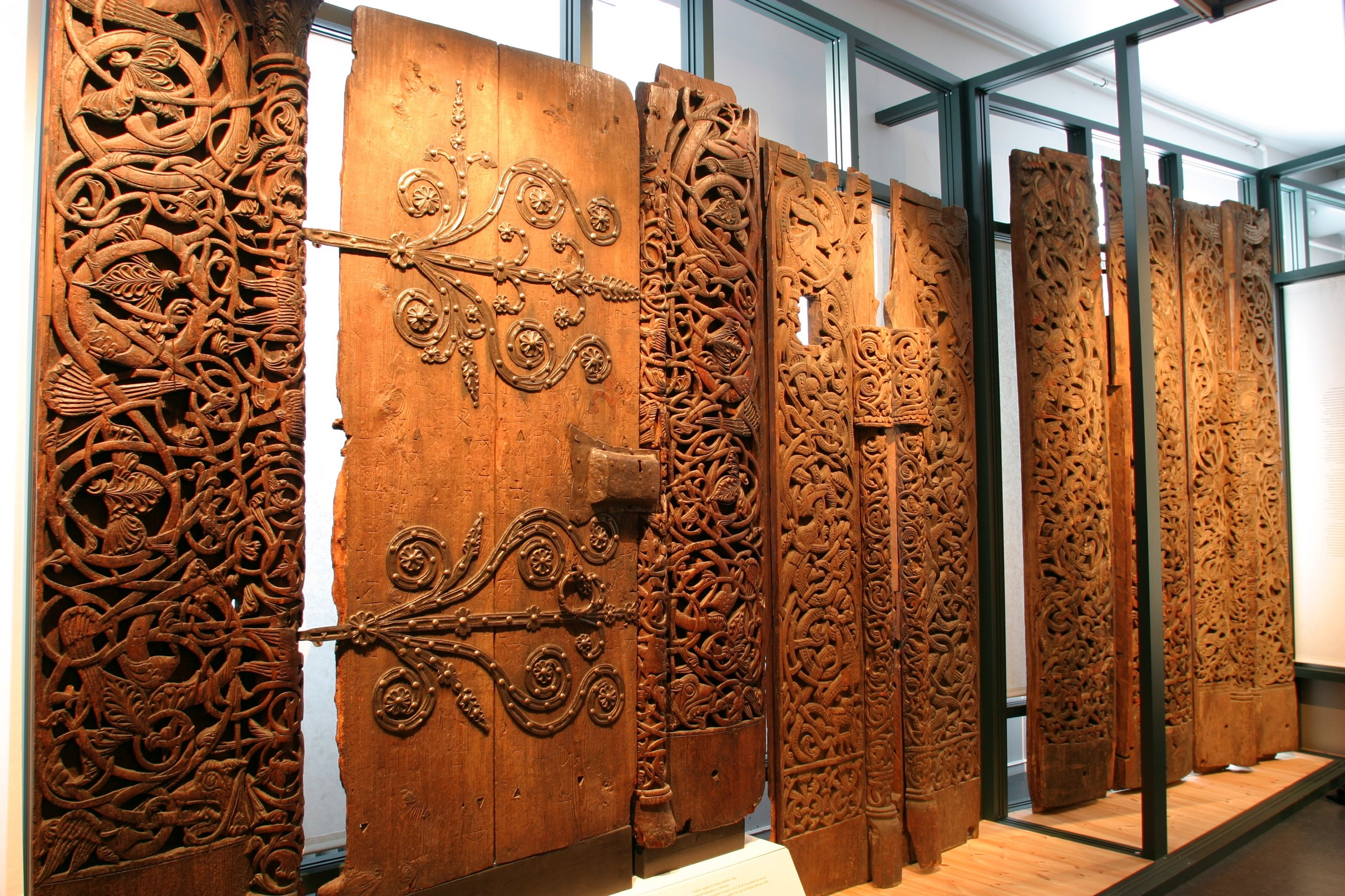
Exemple de panneaux muraux ou lambris sculptés de l'église en bois debout de Lærdal.

### Pour l'architecture rurale et les objets usuels

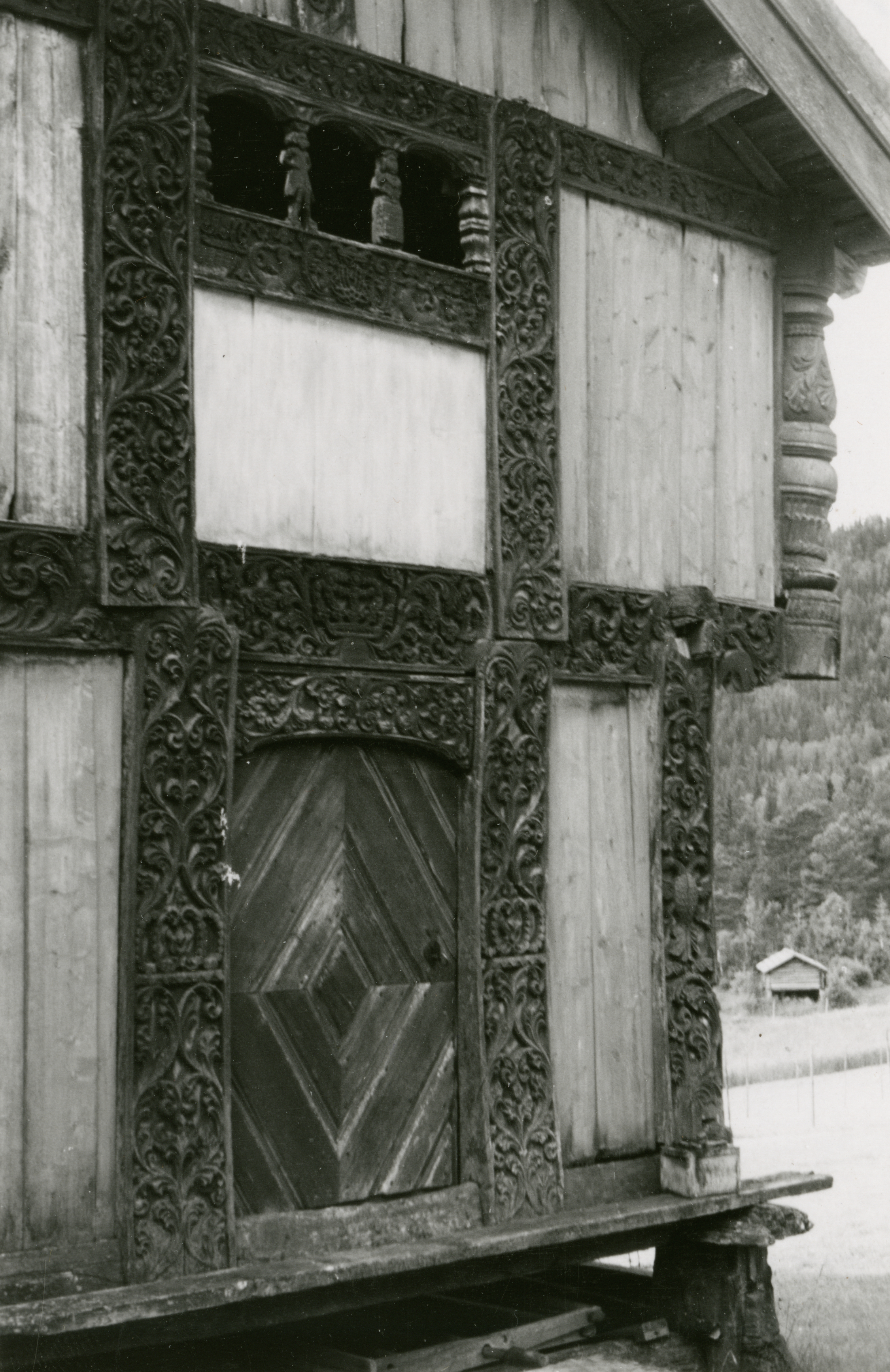
Grenier décoré de la ferme Midtbøen, Telemark, inscrit aux monuments historiques de Norvège, no 86667.
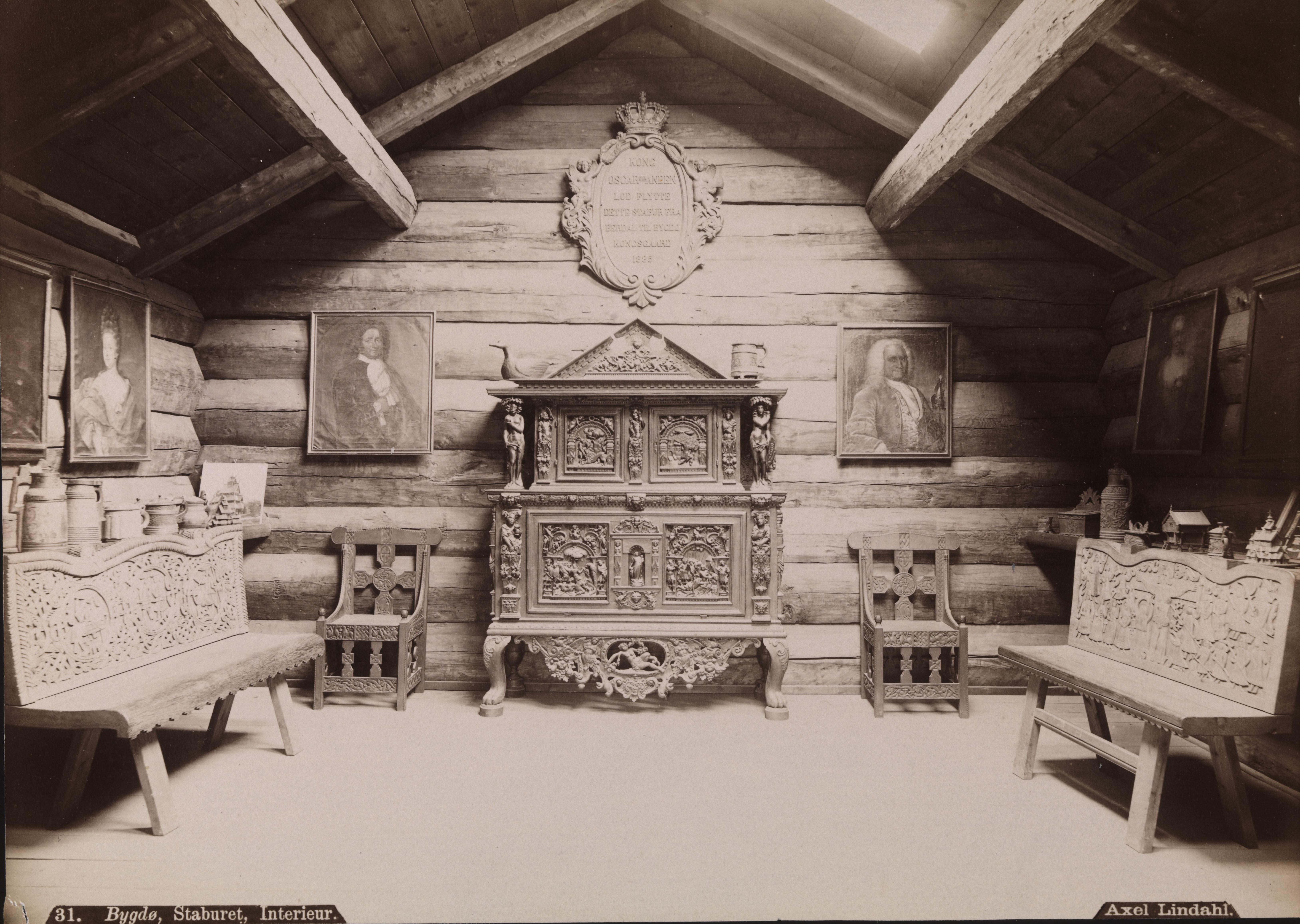
A Olso-Bygdø, initialement un cellier, on remarque surtout les meubles sculptés.
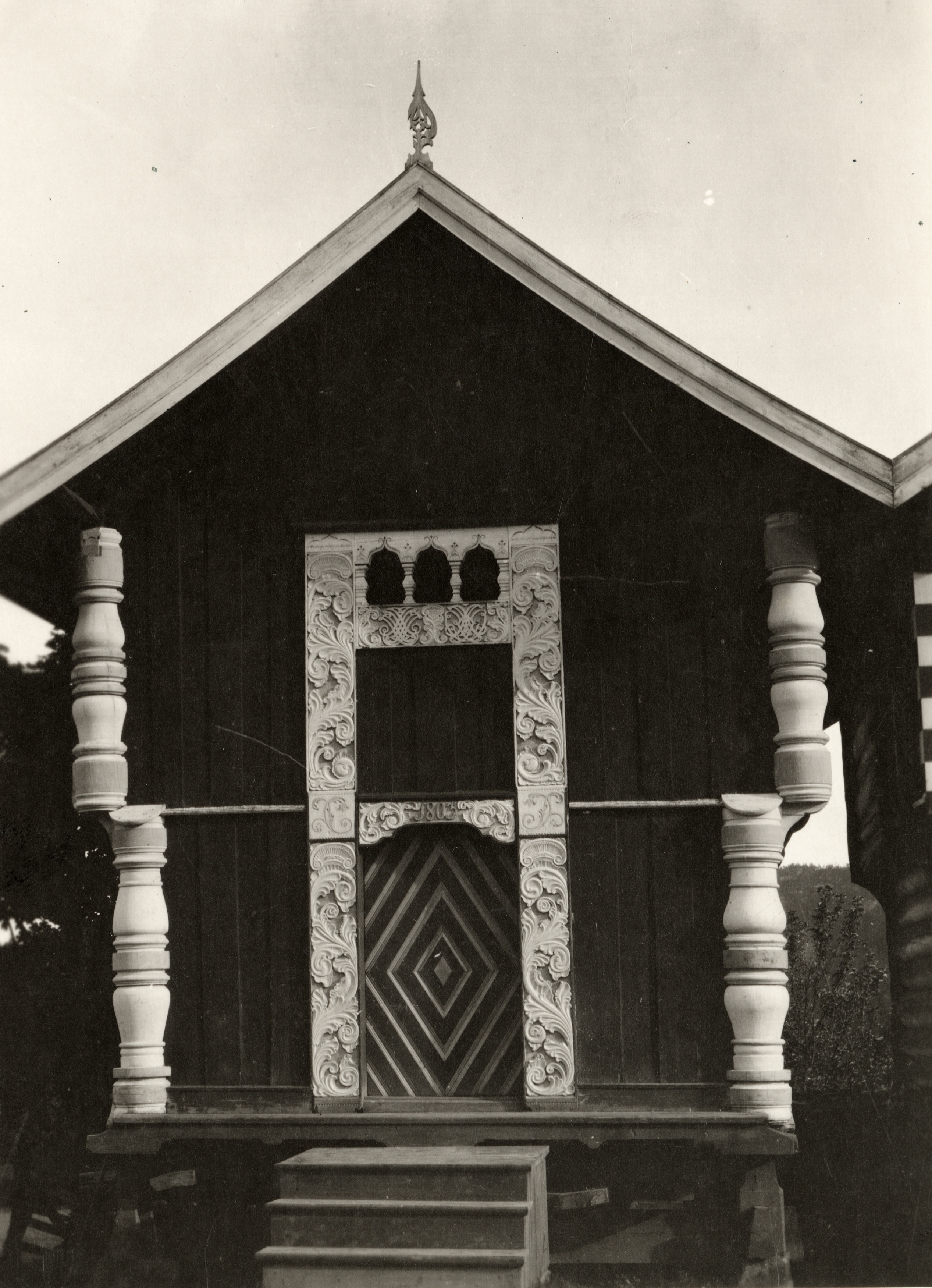
Ornementation remarquable du cadre de la porte du grenier de la ferme Eika Nigard, Telemark, inscrit aux monuments historiques de Norvège, no 86676.
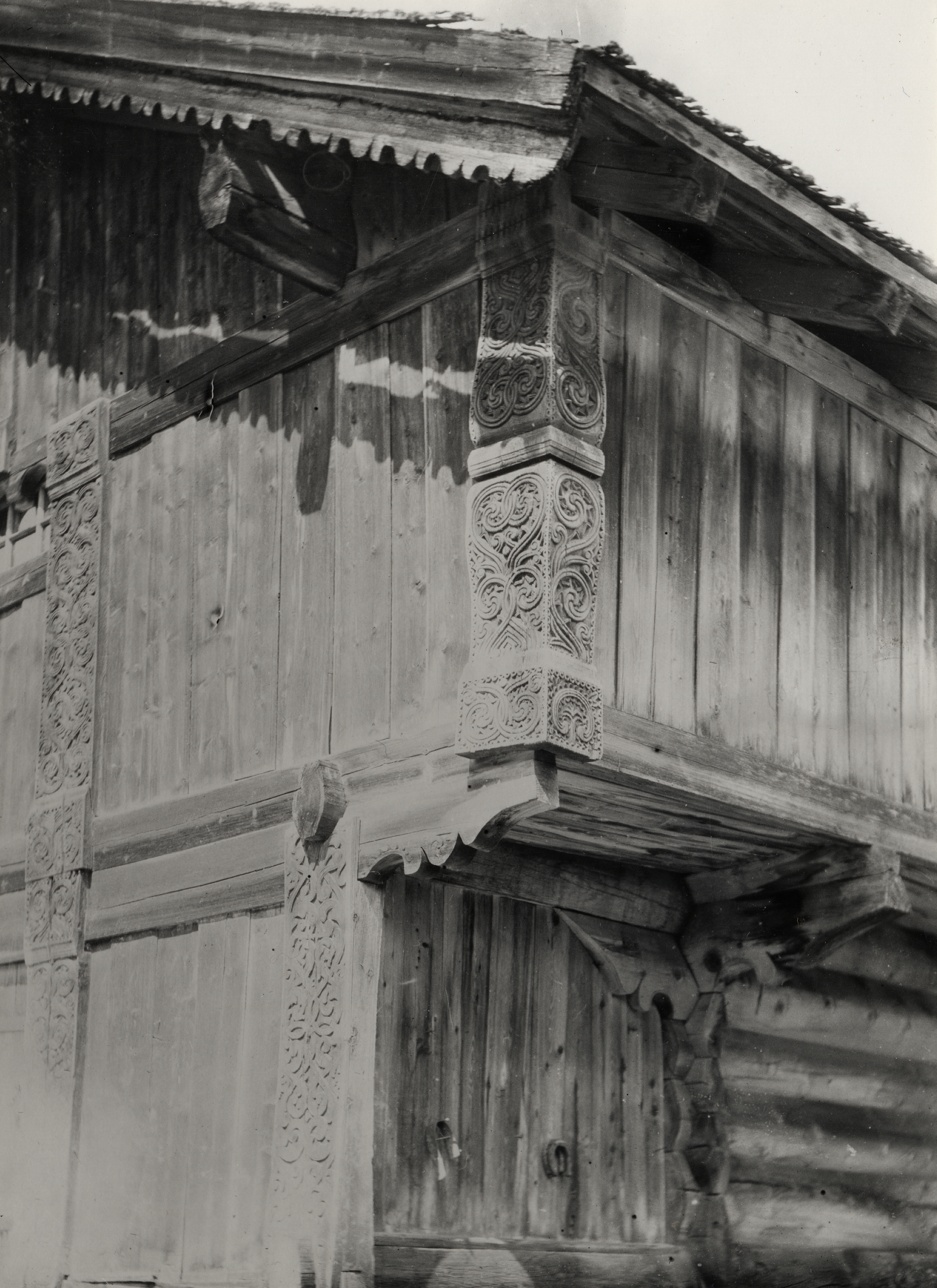
Poteaux d'angle et panneaux muraux sur un grenier de la ferme Moen Nedre, Telemark, inscrit aux monuments historiques de Norvège, no 86668.
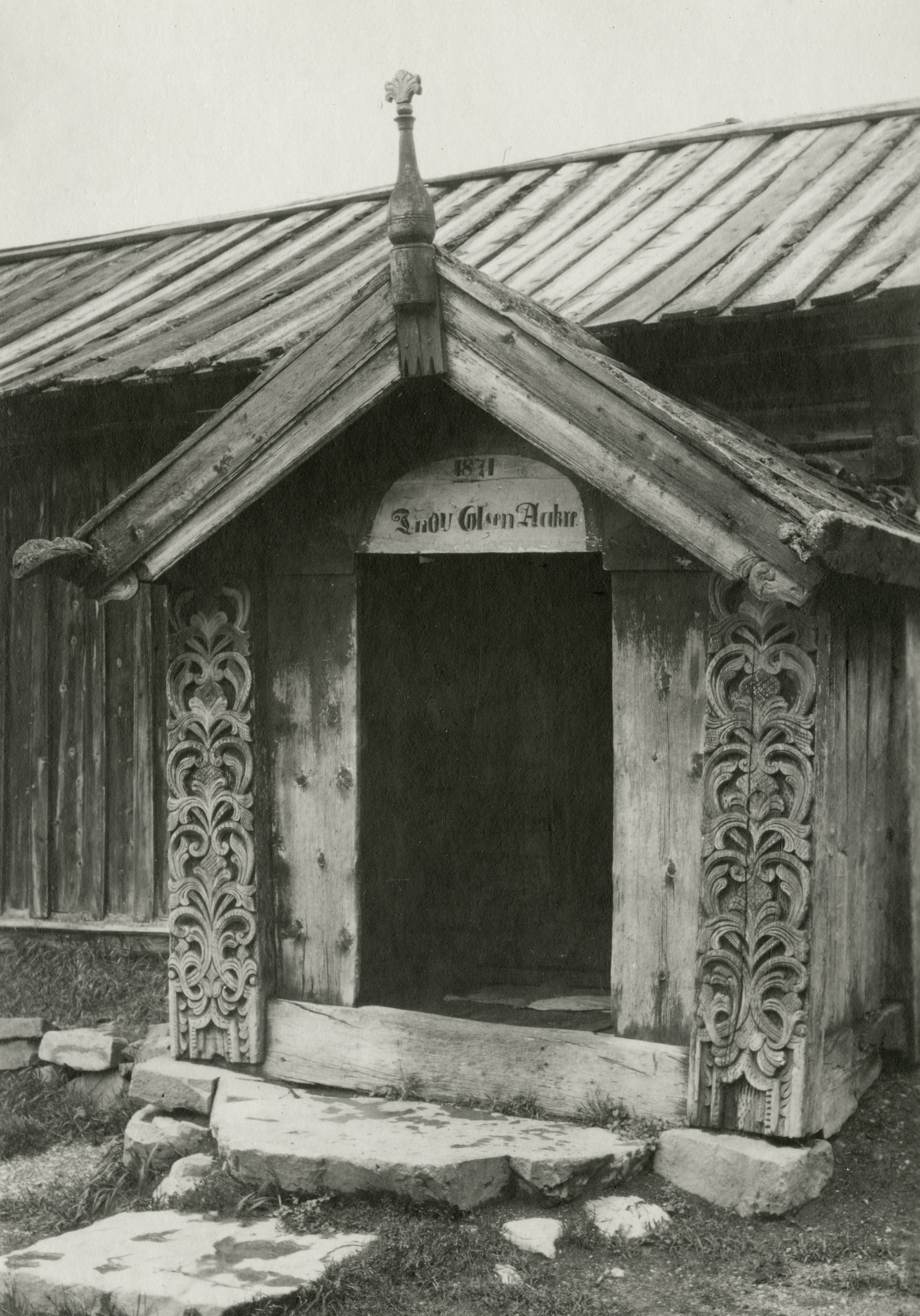
Poteau d'angle sculptés dans ce bâtiment de la ferme Åkre, Bondalen, Telemark, inscrit aux monuments historiques de Norvège, no 121872.
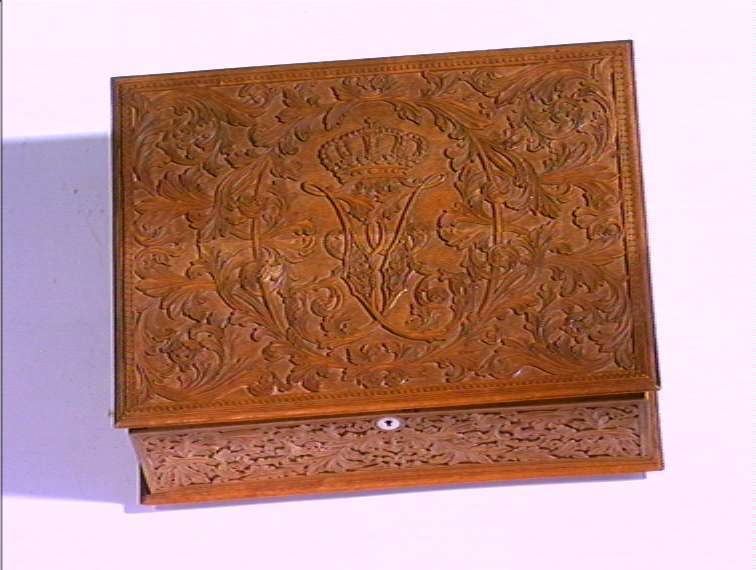
Écrin sculpté par l'artiste Ole Olsen Moene, musée de la culture populaire norvégienne d'Oslo.
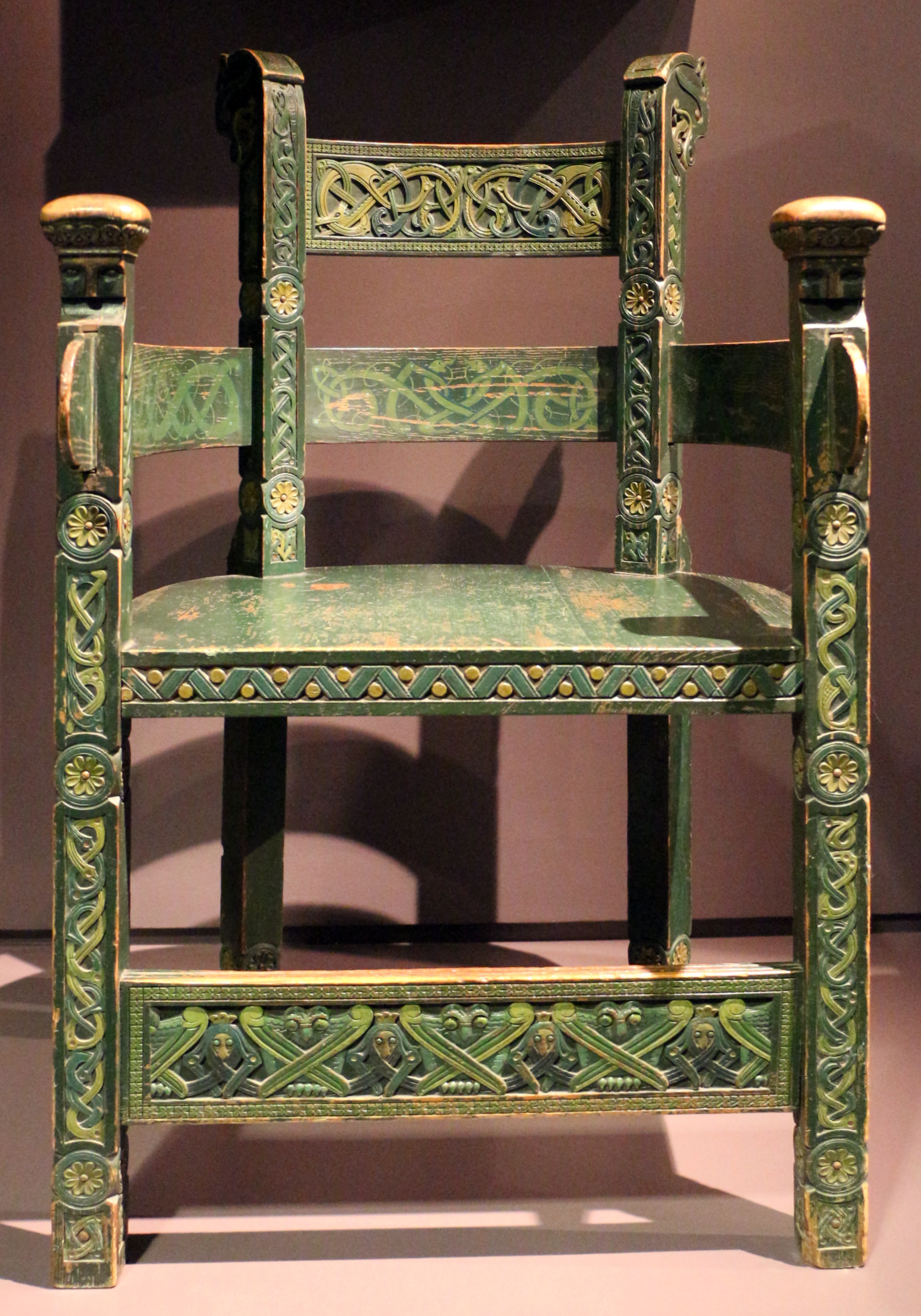
Chaise sculptée par l'artiste Lars Kinsarvik, musée d'Orsay à Paris.